# Don Hewitt

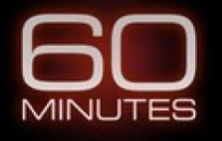
Logotip de "60 minutes", programa que va crear.

Donald Shepard Hewitt, «Don Hewitt» (Nova York, 14 de desembre de 1923 - Bridgehampton, Nova York, 19 d'agost de 2009) fou un periodista conegut sobre tot per crear el 1968 el programa de notícies 60 minutes a la cadena CBS. La seva carrera periodística va abastar més de sis dècades, gairebé totes a la CBS.
El 2009, 60 minutes era el format de programa de notícies en horari de màxima audiència a la TV nord-americana de més durada.
Va ser Hewitt, per exemple, qui va dirigir el talent d'estrelles de la TV nord-americana de la talla d'Edward R. Murrow i Walter Cronkite, i va tenir un paper fonamental en la cobertura de grans esdeveniments nacionals i mundials des de la dècada de 1940 a la de 1960, entre ells el primer debat presidencial televisat, el 1960.
El 1960, Hewitt va produir i va dirigir la cobertura de les tres cadenes televisives del debat entre Richard Nixon i John F. Kennedy, que, segons els observadors, va traslladar immediatament a la pantalla petita tot el pes polític de què llavors gaudia la premsa escrita als Estats Units. Alguns crítics de la TV han suggerit fins i tot que, donat l'immens poder visual del mitjà, Kennedy va guanyar aquest debat perquè lluïa millor, va indicar la CBS.
De fet, en diverses entrevistes posteriors, Hewitt va recordar que Kennedy va rebutjar que el maquillessin i Nixon, seguint la pauta del seu rival, tampoc ho va voler. El que passava és que Kennedy, com que estava bronzejat, no ho necessitava i, al final, la seva imatge va contrastar amb la pal·lidesa de Nixon.
Es diu que després d'aquest debat -i potser per la novetat que representava a la pantalla petita-, Hewitt va arribar a lamentar la perillosa relació entre els polítics i els grups de pressió que financen els programes televisius amb els seus anuncis.
A Hewitt se li atribueixen diverses innovacions a la TV, ja que, el 1963, va ser el primer que va produir telenotícies de mitja hora i que va recórrer a l'ús de rètols a les pantalles i a la col·locació de càmeres en punts clau durant les convencions polítiques, entre altres mètodes.
La idea (i l'eventual èxit) del programa 60 minutes segons relatava el mateix Hewitt, era produir el programa com una espècie de revista electrònica, a l'estil de Life però en tres segments. El resultat final va ser un paquet d'una hora de realitat que pogués competir fins i tot amb les grans produccions de Hollywood. Es va jubilar com a productor executiu de la divisió de notícies de la CBS el juny del 2004.
Hewitt es va casar tres vegades. Primer amb Mary Weaver amb qui va tenir dos fills, Jeffrey and Steven. Segon amb Frankie Teague de la qual va adoptar la filla Jilian i amb qui va tenir una filla, Lisa. La seva tercera esposa era Marilyn Berger, una corresponsal del diari Washington Post i NBC News.

## Reconeixement
- 1987 Premi Paul White[6]
- 1988 Premi Peabody[7]
- 1992 Premi Walter Cronkite Award for Excellence in Journalism[8]